# Escola Estadual Mestre Santa Bárbara
A Escola Estadual Mestre Santa Bárbara é uma escola, situada na cidade gaúcha de Bento Gonçalves. É dirigida por Margarida Mendes Proto. Possui turmas de 6º ao 9º ano no ensino fundamental e 1º ao 3º ano no ensino médio. É realizado uma vez por ano a Tertúlia do Mestre, um evento na qual as turmas do ensino médio apresentam danças gaúchas. Em 2015, ela abrirá a Semana Farroupilha do município.

## Estrutura
A escola possui:
- 16 salas de aula, divididos em 2 pavilhões
- Biblioteca
- Laboratório de informática
- Laboratório de química, física e biologia
- Auditório
- Refeitório
- Secretaria
- Sala dos professores
- Grêmio Estudantil
- Ginásio de esportes
- Quadras poliesportivas
- Mini quadras de vôlei
- Pomar com árvores frutíferas e horta
- Salas de apoio pedagógico